# Стома Митрофанова
Стома Митрофанова — континентная (сухая) урологическая стома, изобретенная в 1980 году французским хирургом Полем Митрофановым (фр. Paul Mitrofanoff), который впервые отсоединил аппендикс от толстого кишечника и соединил один его конец с кожей живота, а другой — с мочевым пузырем. Он специальным образом подготовил канал (туннель) аппендикса так, чтобы он стал континентным, и чистая периодическая катетеризация могла быть осуществлена через этот канал. 
Пациент становится сухим и не нуждается больше в мочеприемнике. Этот принцип называется «Принцип Митрофанова» и применяется в различных вариантах (например, урологическая стома по Монти). Также известна как «континентная аппендиковезикостома».
Стома на коже со временем может стать узкой и затруднить прохождение катетера. Это происходит у 30% взрослых пациентов. Для исправления сужения обычно требуется небольшое амбулаторное хирургическое вмешательство. В редких случаях закрывающий клапан стомы Митрофанова не может работать должным образом, и у пациента возникают утечки. Пока мочевой пузырь имеет достаточную емкость, утечки через канал очень редки.